# Ripert I de Mévouillon
Ripert de Mévouillon, est un évêque de Gap du milieu du XIe siècle, appartenant à la lignée des Mévouillon.

## Biographie

### Origines
La filiation de Ripert est partiellement connue. Une donation à l'abbaye Saint-Victor de Marseille de 1060 (CSV no 730), le mentionne comme fils de Percipia (Percipiae filius), et frère de Laugier, Raimbaud, et Hugues (fratres mei Laugerius, Hugo et Raimbaldus),,,. Le nom de l'époux de Percipia n'est pas connu, donnant lieu à plusieurs interprétations. Son frère Laugier est le premier à porter le surnom toponymique de de Medillone, soit de Mévouillon (CSV no 184).
Ripert-Monclar (1907), dans ses commentaires du Cartulaire de la commanderie de Richerenches, fait l'hypothèse que Ripert est le fils de Percipia, et de Geoffroi ou Isnard, fils d'Isnard de Volonne et de Dalmace,. Pour Jean-Pierre Poly (Lignées et domaines en Provence, 1972) ou encore Marie-Pierre Estienne (2004, 2008), il serait plutôt le fils de Laugier II, petit-fils de Pons II, et de Percipia.
Pour plusieurs auteurs, il est le parent, probablement le neveu de l'évêque de Gap (1034-1040), Féraud, fils de Pons II,, appartenant, selon Poly, à la lignée des Oranges-Mévouillon.
Cependant, Magnani (1999) considère qu'en l'absence de sources, qu'« aucune de ses hypothèses ne peut être confirmée […], mais il est presque certain, d'après le recoupement des domaines, que les Mévouillon sont apparentés à l'évêque Féraud et à sa famille ».

### Épiscopat
Ripert est élu par le chapitre sur le siège épiscopal de Gap. Il semble avoir obtenu son épiscopat par concussion. Les dates de son épiscopat restent à ce jour incertaines.
Les auteurs de la Gallia christiana novissima donnaient la période 1053 à 1060 en fonction de deux actes dans lesquels il est mentionné comme évêque. L'historien bénédictin Pius Bonifacius Gams donnait 1060-1063. François Vallon-Corse donnait 1054-1065. Toutefois, les signatures de Ripert permettent de placer le début de son épiscopat au moins à l'année 1053.
Ils ajoutent également qu'il semble rester jusqu'au début du pontificat du pape Alexandre II, qui débute le 30 septembre 1061. 
Entre 1053 et 1055, il semble faire plusieurs donations. En 1053, il est signataire aux côtés de l'archevêque d'Embrum, d'une donation du comte de Provence à l'église Sainte-Marie d'Embrum. En 1055, on le retrouve pour une donation du comte de Provence aux côtés des évêques d'Apt et d'Avignon.
En 1060, il apparait comme évêque dans un acte de donation de l'église de Saint-Pierre de Ruègne (Rionia, Rioms) à l'abbaye Saint-Victor de Marseille (CSV no 730), aux côtés de sa mère et de ses frères,,,.
En raison de l'obtention de son épiscopat et vivant en concubinage, le chapitre, avec le soutien du pape Alexandre II, lance contre lui une accusation de simonie. Le pape l'excommunie et le dépose,, en 1061. Ce dernier fait appel à Arnoux pour lui succéder.
L'historiographie locale, notamment à travers les Vita d'Arnoux, noircit le portrait de Ripert devenant l'« archétype du mauvais évêque » face au saint homme.

### Seigneur local
Vers 1080, il est mentionné auprès de son épouse Béatrice et ses fils, Ripert, Isnard/Ysnard, Pierre, Raimbaud et Hugues, lors d'une donation de l'église de Saint-Antoine sur le territoire du château des Mées (actuelle commune des Mées, sur la Durance) à l'abbaye Saint-Victor de Marseille(CSV no 711/703/704),.
Deux ans plus tard, mentionné comme fils de Percipia, il fait, aux côtés de sa femme et ses fils, une donation de deux alleux (Leboret et Vorze) au diocèse de Sisteron, situés sur l'actuelle commune de Revest-du-Bion, à Cluny (CLU IV, no 3590),.

## Famille
Ripert épouse Beatrix/Béatrice. Selon les actes, le couple a quatre fils Ripert [II], Isnard/Ysnard, Pierre, Raimbaud et Hugues.